# Hellas Verona FC
A Hellas Verona FC, vagy egyszerűen Verona olasz labdarúgócsapatot 1903-ban alapították, jelenleg az olasz elsőosztályban vagyis a Serie A-ban játszik.
A Verona az egyetlen olyan bajnokcsapat, amelynek székhelye, Verona nem régióközpont. A klub legsikeresebb időszaka az 1980-as évekre esett, amikor a (1984-85-ben) bajnoki címet szereztek, valamint kétszer (1982-83, 1983-84) a Coppa Italia döntőjéig is sikerült eljutnia. Itt azonban mindkétszer vereséget szenvedett, előbb a Juventus, később a Roma ellen.
Eddig huszonnégy szezont töltött el az első osztályban, de története nagy része a Serie B-hez kötődik. A harmadosztálynál lejjebb sohasem szerepelt. A Bresciával együtt a legtöbb Serie B-s szezont mondhatja magáénak. Harmadosztályúként 2010-ben a harmadik olyan csapat lehetett volna a Napoli és a Cagliari után, amely az első- és másodosztály mellett a mindenkori harmadosztályt is megnyeri, azonban a szezon végén mutatott rossz formája miatt elvesztette első helyét a tabellán.
A klub két beceneve a Mastini és a Scaligeri, mindkettő a város tizenharmadik és tizennegyedik századbeli uralkodóira, a Della Scala családra utal, a két szó a család nevéből kialakult jelző.

## Története
A középiskolások egy csoportja 1903-ban alapította a klubot, amely a Hellas nevet kapta, egy professzor kérésére. Abban az időben, amikor a labdarúgást csak az északnyugat-olaszországi nagyobb városokban játszották komolyan, Verona nagy része közömbös volt az egyre növekvő sportág iránt. Amikor azonban 1906-ban két városi csapat a város római kori amfiteátrumát választotta a játék bemutatásának helyszínéül, a tömegek lelkesedése és a média érdeklődése is megnőtt.
Ezekben az első években a Hellas egyike volt annak a három-négy környékbeli csapatnak, amelyik városi szinten játszott, miközben a városi rivális Bentegodi ellen küzdött a város első számú futballegyütteseiért. Az 1907-08-as szezonra a Hellas már regionális csapatok ellen játszott, és a Vicenzával a mai napig tartó intenzív rivalizálás alakult ki.
Az olasz labdarúgás 1898-tól 1926-ig regionális csoportokba szerveződött. Ebben az időszakban a Hellas a korai bajnokság egyik alapító csapata volt, és gyakran szerepelt a legjobb döntősök között. 1911-ben a város segített a Hellasnak abban, hogy a korai, murvás futballpályákat megfelelő helyszínnel váltsa fel. Ez lehetővé tette a csapat számára, hogy részt vegyen az első regionális bajnokságban, amely 1926-ig az országos bajnokság selejtezője volt.
1919-ben, miután az első világháború alatt négy évig szünetelt minden labdarúgóverseny Olaszországban, a csapat újra aktív lett, egyesült a városi rivális Veronával, és nevét Hellas Veronára változtatta. 1926 és 1929 között az elit "Campionato Nazionale" egyesítette a különböző regionális csoportok legjobb csapatait, és a Hellas Verona csatlakozott a kiváltságos csapatokhoz, de nehezen tudott versenyképes maradni.
A Serie A a mai formájában 1929-ben kezdődött, amikor a Campionato Nazionale profi ligává alakult. A Hellas még mindig amatőr csapat volt, de két városi riválisával, a Bentegodival és a Scaligerával egyesült, és így alakult meg az AC Verona. Abban a reményben, hogy a következő évek első osztályú versenyzőjét építhetik fel, az új csapat 1929-ben debütált a Serie B-ben. A Gialloblunak 28 évre volt szüksége ahhoz, hogy végül elérje célját. Miután először 1957-58-ban egy szezonra feljutottak a Serie A-ba, 1959-ben a csapat egyesült egy másik városi riválissal (Hellas néven), és a kezdetekről úgy emlékezett meg, hogy nevét Hellas Verona AC-re változtatta.

## Jelenlegi keret
2024. szeptember 22. szerint.
A vastaggal jelzett játékosok felnőtt válogatottsággal rendelkeznek.
A dőlttel jelzett játékosok kölcsönben szerepelnek a klubnál.
| Mezszám            | Név                     | Nemzetiség       | Születési hely      | Születési idő (kor)            | Korábbi csapat           | Érték (€)  | Szerződés lejárta   |
| Kapusok            | Kapusok                 | Kapusok          | Kapusok             | Kapusok                        | Kapusok                  | Kapusok    | Kapusok             |
| ------------------ | ----------------------- | ---------------- | ------------------- | ------------------------------ | ------------------------ | ---------- | ------------------- |
| 1                  | Lorenzo Montipò         | ITA              | Novara              | 1996. február 20. (29 éves)    | Benevento Calcio         | 4 500 000  | 2025.06.30.         |
| 22                 | Alessandro Berardi      | ITA              | Róma                | 1991. január 16. (34 éves)     | AS Bari                  | 50 000     | 2025.06.30.         |
| 34                 | Simone Perilli          | ITA              | Róma                | 1995. január 7. (30 éves)      | Brescia Calcio           | 200 000    | ?                   |
| 98                 | Federico Magro          | ITA              | Rovereto            | 2005. január 10. (20 éves)     | SS Lazio U19             | 250 000    | Nem publikus        |
| Védők              |                         |                  |                     |                                |                          |            |                     |
| 3                  | Martin Frese            | dán              | Rødovre             | 2002. május 18. (22 éves)      | FC Nordsjælland          | 3 000 000  | 2027.06.30.         |
| 4                  | Flavius Daniliuc        | AUT              | Bécs                | 2001. április 27. (23 éves)    | Salernitana Calcio 1919  | 6 000 000  | 2025.06.30.         |
| 5                  | Davide Faraoni          | ITA              | Bracciano           | 1991. október 25. (33 éves)    | FC Crotone               | 1 500 000  | 2025.06.30.         |
| 12                 | Domagoj Bradarić        | horvát           | Split               | 1999. december 10. (25 éves)   | Salernitana Calcio 1919  | 5 000 000  | 2025.06.30.         |
| 15                 | Yllan Okou              | FRA · CIV        | Poitiers            | 2002. december 23. (22 éves)   | SC Bastia                | 900 000    | 2025.06.30.         |
| 23                 | Giangiacomo Magnani     | ITA              | Correggio           | 1995. október 4. (29 éves)     | US Sassuolo Calcio       | 3 000 000  | 2025.06.30.         |
| 27                 | Paweł Dawidowicz        | POL              | Olsztyn             | 1995. május 20. (29 éves)      | SL Benfica               | 3 000 000  | 2025.06.30.         |
| 38                 | Jackson Tchatchoua      | CMR              | Ixelles             | 2001. szeptember 14. (23 éves) | R. Charleroi SC          | 2 000 000  | 2027.06.30.         |
| 42                 | Diego Coppola           | ITA              | Verona              | 2003. december 28. (21 éves)   | Utánpótlásból került fel | 1 000 000  | 2027.06.30.         |
| 82                 | Christian Corradi       | CMR              | Ixelles             | 2005. február 21. (20 éves)    | Vicenza Calcio           | 800 000    | 2023.06.30.         |
| 87                 | Daniele Ghilardi        | CMR              | Lucca               | 2003. január 6. (22 éves)      | UC Sampdoria             | 1 600 000  | ?                   |
| 99                 | Karlson Nwanege         | svéd · CMR       | Motala              | 2005. április 28. (19 éves)    | Utánpótlásból került fel | 125 000    | ?                   |
| Középpályások      |                         |                  |                     |                                |                          |            |                     |
| 6                  | Reda Belahján           | MAR · FRA        | Aubervilliers       | 2004. június 1. (20 éves)      | OGC Nice                 | 500 000    | 2028.06.30.         |
| 8                  | Darko Lazović           | SRB              | Čačak               | 1990. szeptember 15. (34 éves) | Genoa CFC                | 1 500 000  | 2025.06.30.         |
| 17                 | Ayanda Sishuba          | BEL · RSA        | Tournai             | 2005. február 2. (20 éves)     | RC Lens                  | 500 000    | 2026.06.30.         |
| 18                 | Abdu Harrúi             | MAR · NED        | Leiden              | 1998. január 13. (27 éves)     | Frosinone Calcio         | 2 700 000  | 2028.06.30          |
| 20                 | Grígorisz Kasztánosz    | CYP              | Paralímni           | 1998. január 30. (27 éves)     | Salernitana Calcio 1919  | 1 800 000  | 2025.06.30Francesco |
| 21                 | Dani Silva              | POR              | Beja                | 2000. április 11. (24 éves)    | Vitória Guimarães        | 2 000 000  | 2028.06.30          |
| 25                 | Suat Serdar             | GER · TUR        | Bingen am Rhein     | 1997. április 11. (27 éves)    | Hertha BSC               | 5 000 000  | 2024.06.30.         |
| 31                 | Tomáš Suslov            | szlovák          | Igló                | 2002. június 7. (22 éves)      | FC Groningen             | 7 000 000  | 2025.06.30          |
| 33                 | Ondrej Duda             | szlovák          | Szinna              | 2002. június 7. (22 éves)      | 1. FC Köln               | 4 000 000  | 2026.06.30          |
| 80                 | Alphadjo Cissè          | ITA · MLI        | Treviso             | 2001. január 25. (24 éves)     | Utánpótlásból került fel | 1 40 000   | ?                   |
| –                  | Joselito                | ESP              | Huelva              | 2004. február 9. (21 éves)     | Utánpótlásból került fel | 75 000     | 2025.06.30          |
| Csatárok           |                         |                  |                     |                                |                          |            |                     |
| 7                  | Mathis Lambourde        | FRA · Guadeloupe | Les Lilas           | 2006. január 9. (19 éves)      | Stade Rennais FC         | 500 000    | 2029.06.30.         |
| 9                  | Amin Sarr               | svéd · Szenegál  | Malmö               | 2011. március 11. (14 éves)    | Olympique Lyonnais       | 4 000 000  | 2025.06.30.         |
| 11                 | Casper Tengstedt        | dán              | Herning             | 2000. június 1. (24 éves)      | SL Benfica               | 5 000 000  | 2025.06.30.         |
| 13                 | Juan Manuel Cruz        | ARG · olasz      | Buenos Aires        | 1999. július 19. (25 éves)     | CA Banfield              | 450 000    | 2027.06.30.         |
| 14                 | Dailon Rocha Livramento | CPV · NED        | Rotterdam           | 2001. május 4. (23 éves)       | MVV Maastricht           | 500 000    | 2028.06.30.         |
| 29                 | Faride Alidou           | GER · Togo       | Hamburg             | 2001. július 18. (23 éves)     | Eintracht Frankfurt      | 2 500 000  | 2025.06.30.         |
| 35                 | Daniel Mosquera         | COL              | Istmina             | 1999. október 20. (25 éves)    | COL}} América de Cali    | 700 000    | 2028.06.30.         |
| 72                 | Junior Ajayi            | CIV              | ?                   | 2004. október 11. (20 éves)    | Sassuolo U20             | 150 000    | Nem publikus        |
| Név                | Poszt                   | Nemzetiség       | Születési hely      | Születési idő (kor)            | Kölcsönben itt           | Érték (€)  | Kölcsön lejárta     |
| Eduardo Bernardi   | kapus                   | ITA              | ?                   | 2003. december 12. (21 éves)   | AC Trento                | 100 000    | 2025.06.30.         |
| Elia Boseggia      | kapus                   | ITA              | Caldiero            | 2004. február 6. (21 éves)     | Arzignano                | 125 000    | 2025.06.30.         |
| Mattia Chiesa      | kapus                   | ITA              | Rovereto            | 2000. július 16. (24 éves)     | Sporting Dubai           | 100 000    | 2025.06.30.         |
| Giacomo Toniolo    | kapus                   | ITA              | Rovereto            | 2000. július 16. (24 éves)     | Legnago Salus            | 100 000    | 2025.06.30.         |
| Nicolò Calabrese   | védő                    | ITA              | Bussolengo          | 2004. november 16. (20 éves)   | Virtus Verona            | 150 000    | 2025.06.30.         |
| Charlys            | védő                    | BRA              | Maceló              | 2004. február 19. (21 éves)    | Cosenza                  | 150 000    | 2025.06.30.         |
| Koray Günter       | védő                    | GER · TUR        | Höxter              | 1994. augusztus 16. (30 éves)  | Göztepe                  | 850 000    | 2025.06.30.         |
| Mattia Rigo        | védő                    | ITA              | ?                   | 2004. október 16. (20 éves)    | Virtus Verona            | 50 000     | 2025.06.30.         |
| Nicola Patanè      | középpályás             | ITA              | Verona              | 2004. március 25. (21 éves)    | Ternana                  | 150 000    | 2025.06.30.         |
| Mateusz Prasezlik  | középpályás             | POL              | Racibórz            | 2000. szeptember 26. (24 éves) | FC Südtirol              | 900 000    | 2025.06.30.         |
| Ajman Rihal        | középpályás             | MAR · ITA        | Cassalmaggiore      | 2004. január 21. (21 éves)     | Caldiero                 | 125 000    | 2025.06.30.         |
| Jayden Braaf       | támadó                  | NED · SUR        | Róma                | 1993. július 30. (31 éves)     | Salernitana              | 10 000 000 | 2025.06.30.         |
| Federico Caia      | támadó                  | ITA              | Livorno             | 2003. április 21. (21 éves)    | Virtus Verona            | 125 000    | 2025.06.30.         |
| Dennis Cazzadore   | támadó                  | ITA              | ?                   | 2004. március 16. (21 éves)    | Caldiero                 | 125 000    | 2025.06.30.         |
| Alessandro Dentale | támadó                  | ITA              | Peschiera del Garde | 2004. május 6. (20 éves)       | Gozzano                  | 75 000     | 2025.06.30.         |
| Mattia Florio      | támadó                  | ITA              | Verona              | 2003. szeptember 5. (21 éves)  | Caldiero                 | 100 000    | 2025.06.30.         |
| Thomas Henry       | támadó                  | FRA              | Argenteuil          | 1994. szeptember 20. (30 éves) | Palermo                  | 2 000 000  | 2025.06.30.         |
| Yahyah Kallon      | támadó                  | SLE              | Koidu               | 2001. június 30. (23 éves)     | Salernitana              | 1 000 000  | 2025.06.30.         |
| Kevin Lasagna      | támadó                  | ITA              | San Benedetto Po    | 1992. augusztus 10. (32 éves)  | SSC Bari                 | 950 000    | 2025.06.30.         |
| Stefan Mitrović    | támadó                  | szerb · kanadai  | Kruševac            | 2002. augusztus 15. (22 éves)  | Oud-Heverlee Leuven      | 1 800 000  | 2025.06.30.         |
| Elayis Tavşan      | támadó                  | NED · TUR        | Rotterdam           | 2001. április 30. (23 éves)    | Cesena                   | 1 000 000  | 2025.06.30.         |

## A klub által használt nevek
- 1903-1915: Hellas
- 1919-1928: Hellas Verona
- 1928-1959: Associazione Calcio Verona
- 1959-1991: Associazione Calcio Hellas Verona
- 1991-1995: Verona Football Club
- 1995 óta: Hellas Verona Football Club

## Stadion
A csapat hazai mérkőzéseit a Marcantonio Bentegodi Stadionban játssza. Az épület 1963-ban készült el, és az egyik helyszín volt az 1990-es labdarúgó-világbajnokság alatt is. Befogadóképessége negyvenezer fő.
Az utolsó nagy felújítás 2009 telén fejeződött be, amikor a stadion többek között új tetőt kapott.

## Rivalizálás
Az együttes legismertebb szurkolói csoportja a Brigate Gialloblu, amely 1971-ben alakult. Néhány év alatt eléggé kinőtte magát ahhoz, hogy az olasz labdarúgás egyik legismertebb ultracsoportja legyen. Ez ma már nem létezik, hanem több kisebb csoportra bomlott.
Érdekesség, hogy a Brigate Giallobluból kivált csoportok között van jobboldali szimpatizáns (Gioventù Scaligera, Verona Front, Hellas Army) és baloldali csoportok is (Rude Boys). Ezek a Brigatéban jól megfértek egymás mellett.
A Verona szurkolói jó kapcsolatot ápolnak a Fiorentina és a Sampdoria szimpatizánsival, külföldi kapcsolat pedig az Aberdeennel, a Chelseanel, a PSG-vel és a Kaiserslauternnel van. Legnagyobb riválisok a szintén veronai Chievo, valamint a Vicenza, Brescia, Napoli, Roma, Milan.

## Sikerek
- Bajnok: 1984-85
- A Serie B győztese: 1956-57, 1981-82, 1998-99
- A Serie C győztese: 1942-43

## Statisztika

### Legtöbb mérkőzés
A félkövérrel jelzett játékosok még aktívak. Zárójelben a gólok száma látható.
2015. január 9. szerint.
| Játékos           | Évek                | Mérkőzések (Gólok) |
| ----------------- | ------------------- | ------------------ |
| Luigi Bernardi    | 1927–1939           | 337 (12)           |
| Emiliano Mascetti | 1967–1973 1975–1980 | 328 (46)           |
| Roberto Tricella  | 1979–1987           | 324 (5)            |
| Rafael            | 2007–               | 301 (0)            |
| Pio Goretta       | 1929-1933 1934-1940 | 262 (1)            |

### Legtöbb gól
A félkövérrel jelzett játékosok még aktívak. Zárójelben a mérkőzések száma látható.
2015. január 9. szerint.
| Játékos         | Évek                | Gólok (Mérkőzések) |
| --------------- | ------------------- | ------------------ |
| Arnaldo Porta   | 1914–1930           | 74 (196)           |
| Sergio Sega     | 1946–1952 1954–1955 | 73 (224)           |
| Guido Tavellin  | 1939–1946 1949–1950 | 58 (121)           |
| Adaílton        | 1999–2006           | 52 (176)           |
| Egidio Chiecchi | 1921–1927           | 51 (?)             |

## Ismertebb játékosok
| Olaszország - Luigi Apolloni - Klaus Bachlechner - Osvaldo Bagnoli - Emiliano Bonazzoli - Roberto Boninsegna - Cristian Brocchi - Mauro Camoranesi - Paolo Cannavaro - Sergio Clerici - Luigi de Agostini - Aimo Diana - Antonio di Gennaro - Marco di Vaio - Andrea Dossena - Pietro Fanna - Giuseppe Galderisi - Alessandro Gamberini - Claudio Garella - Alberto Gilardino - Giuliano Giuliani - Francesco Guidolin - Filippo Inzaghi - Vincenzo Italiano - Jorginho - Virgilio Levratto - Emiliano Mascetti - Domenico Morfeo | - Massimo Oddo - Aldo Olivieri - Gianluca Pegolo - Angelo Peruzzi - Gianluca Pessotto - Gino Pivatelli - Pierluigi Pizzaballa - Arnaldo Porta - Alessandro Rosina - Paolo Rossi - Roberto Tricella - Damiano Tommasi - Paolo Vanoli - Renato Zaccarelli - Gianfranco Zigoni Albánia - Erjon Bogdani Argentína - Sergio Almirón - Claudio Caniggia - Juan Iturbe - Javier Saviola - Víctor Sotomayor - Pedro Troglio Brazília - Adaílton - Dino da Costa | - Emanuele del Vecchio - Dirceu - Raphael Martinho Chile - Jorge Toro Dánia - Preben Elkjær Larsen - Martin Laursen Franciaország - Sébastien Frey Görögország - Panajótisz Tahcídisz Horvátország - Mario Cvitanović - Anthony Šerić Lengyelország - Władysław Żmuda Liechtenstein - Mario Frick Magyarország - Balacsics Mihály - Peics Sándor Németország - Thomas Berthold - Hans-Peter Briegel | Norvégia - Finn Gundersen Oroszország - Ruszlan Nyigmatullin Románia - Adrian Mutu - Florin Răducioiu Skócia - Joe Jordan Svájc - Valon Behrami Svédország - Robert Prytz Szenegál - Papa Waigo Szerbia - Dragan Stojković Uruguay - Nelson Gutiérrez - Oliver Icardi |